# Doryctobracon trinidadensis
Doryctobracon trinidadensis är en stekelart som först beskrevs av Charles Joseph Gahan 1919.  Doryctobracon trinidadensis ingår i släktet Doryctobracon och familjen bracksteklar. Inga underarter finns listade i Catalogue of Life.